# Óscar Wirth
Óscar Wirth (Santiago de Chile, 5 de novembro de 1955) é um ex-goleiro chileno. Ele defendeu a seleção chilena em 12 jogos (1980-1981, 1983, 1985, 1989):
- 7 na Copa América de 1979;
- 5 nas Eliminatórias da Copa do Mundo: (1 nas 1977 e 4 nas 1981);
- 1 Copa do Mundo de 1982 e
- 15 amistosos.

Ele jogou em 11 clubes e 5 países diferentes:
- Universidad Católica (1973-1978)
- Colo-Colo (1979)
- Cobreloa (1980-1982)
- Everton (1983)
- Universidad de Chile (1983-1984)
- Rot-Weiß Oberhausen (1985-1986)
- Real Valladolid (1986-1988)
- Independiente Medellín (1988)
- Deportes La Serena (1989-1990)
- Deportes Concepción (1991)
- Universidad Católica (1992-1993)
- Alianza Lima (1994)